# Lebanevania azari
Lebanevania azari är en stekelart som beskrevs av Basibuyuk och Alexandr Rasnitsyn 2002. Lebanevania azari ingår i släktet Lebanevania och familjen hungersteklar. Inga underarter finns listade i Catalogue of Life.